# Bois Blanc Island (Huronsee)
Bois Blanc Island ist eine Insel im Huronsee nördlich der Mackinacstraße und
liegt im Mackinac County von Michigan (USA).
Die Insel ist deckungsgleich mit der Bois Blanc Township.
Sie ist 19 km lang, 9,6 km breit und besitzt eine Fläche von 91,4 km².
Bois Blanc Island liegt südöstlich von Mackinac Island und nördlich der Stadt Cheboygan.
„Bois Blanc“ kommt aus dem Französischen und bedeutet „weißes Gehölz“.

## Geschichte
Bois Blanc Island wurde von den lokalen Anishinabe im Rahmen vom Vertrag von Greenville im Jahre 1795 an die US-Regierung abgetreten.
Die Abtretung umfasst den Großteil von Ohio, Teile von Indiana, 16 strategische Orte am Michigansee sowie Mackinac Island.
Während des Britisch-Amerikanischen Krieges suchte die Flotte U.S. Navy Captain Arthur Sinclair’s auf der Insel Schutz, um später die Briten bei Fort Mackinac anzugreifen.
1880 floh der mutmaßliche Mörder Henry English auf die Insel, um seinem Gerichtsprozess in Pennsylvania zu entkommen.
Dort wurde er jedoch von Pinkerton-Detektiven aufgespürt und gefasst.
Im Jahr 1827 wurde die Insel von den Vereinigten Staaten kartographiert.
Die US-Küstenwache errichtete einen Stützpunkt bei Walker’s Point im Jahr 1890.
Im darauffolgenden Jahr wurde die „Pointe Aux Pins Association“ gegründet.

Im späten 19. Jahrhundert wurden auf der Insel mehrere Sommerwohnsitze errichtet.